# Water (Elica Todorova e Stojan Jankulov)
Water (dall'inglese: Acqua) è un singolo della cantante e percussionista bulgara Elica Todorova e del percussionista bulgaro Stojan Jankulov, pubblicato nel 2007.
Il brano, dopo aver vinto un'apposita selezione nazionale, ha rappresentato la Bulgaria all'Eurovision Song Contest 2007, classificandosi al 5º posto con 157 punti.

## Video musicale
Il video musicale ufficiale del singolo è stato diretto da Valeri Milev ed è stato ambientato in un mondo fantastico flagellato da lampi e tuoni. All'improvviso una pioggia torrenziale investe il mondo, rasentando un rilascio totale delle emozioni, mentre Elica, che interpreta un angelo con le ali nere, scompare verso l'orizzonte.
Una prima videoclip fu pubblicata sul canale YouTube di Elica il 20 febbraio 2007, mentre un breve estratto è stato pubblicato sul canale ufficiale dell'Eurovision Song Contest il 22 aprile 2007. Il video integrale è stato pubblicato anche da Stojan sulla medesima piattaforma il 1º giugno 2010.